# Tomás Ó Fiaich
Tomás Ó Fiaich, irski rimskokatoliški duhovnik, škof in kardinal, * 3. november 1923, Crossmaglen, † 8. maj 1990.

## Življenjepis
6. julija 1948 je prejel duhovniško posvečenje. 18. avgusta 1977 je bil imenovan za nadškofa Armagha; škofovsko posvečenje je prejel 2. oktobra istega leta. 30. junija 1979 je bil povzdignjen v kardinala in imenovan za kardinal-duhovnika S. Patrizio.